# تجمع الديمقراطيين الليبراليين لإعادة الإعمار الوطني - فيفوتين
تجمع الديمقراطيين الليبراليين لإعادة الإعمار الوطني - فيفوتين (بالفرنسية: Rassemblement des Démocrates Libéraux pour la Reconstruction nationale) هو حزب سياسي في بنين بقيادة سيفرين أدجوفي. وفاز الحزب في الانتخابات الرئاسية في 5 مارس 2006 بنسبة 1.8٪ من الأصوات لمرشحه سيفرين أدجوفي.